# Lodoxamida
La lodoxamida, es vendida bajo la marca Alomide, y entre otras, es un medicamento utilizado para tratar la conjuntivitis alérgica .  El medicamento se utiliza como colirio.  Puede utilizarse en niños mayores de 2 años. 
Los efectos secundarios de este medicamento pueden incluir molestias en los ojos y ojos secos .   El uso durante el embarazo parece ser seguro, pero no se ha estudiado suficientemente bien.  Es un estabilizador de mastocitos . 
Este medicamento fue aprobada para uso médico en los Estados Unidos en 1993.  En el Reino Unido, una botella de 10 ml le cuesta al NHS alrededor de  5 libras esterlinas a partir de 2021.  En Estados Unidos esta cantidad cuesta unos 175 dólares. 